# Haplohyphes huallaga
Haplohyphes huallaga är en dagsländeart som beskrevs av Allen 1966. Haplohyphes huallaga ingår i släktet Haplohyphes och familjen Leptohyphidae. Inga underarter finns listade i Catalogue of Life.